# Lepthyphantes eugeni
Lepthyphantes eugeni là một loài nhện trong họ Linyphiidae.
Loài này thuộc chi Lepthyphantes. Lepthyphantes eugeni được Carl Friedrich Roewer miêu tả năm 1942.